# Lindsborg, Kansas
Lindsborg là một thành phố thuộc quận McPherson, tiểu bang Kansas, Hoa Kỳ. Năm 2010, dân số của xã này là 3458 người.

## Dân số
Dân số các năm:
- Năm 2000: 3321 người
- Năm 2010: 3458 người